# Danny Ayalon
Pour les articles homonymes, voir Ayalon (patronyme).
Daniel « Danny » Ayalon (en hébreu : דניאל "דני" איילון) , né le 17 décembre 1955, est un homme politique israélien. Membre de la Knesset, il est vice-ministre des Affaires étrangères pour le parti Israel Beytenou du 1er avril 2009 au 5 février 2013. Il est ambassadeur d'Israël aux États-Unis de 2002 à 2006.